# Giada Burbassi
Giada Burbassi (Ravenna, 23 marzo 2001) è una calciatrice italiana, attaccante del Lumezzane.

## Biografia

### Club
Giada Burbassi nasce e cresce calcisticamente a Ravenna, nella cui squadra disputa cinque campionati di Serie B a partire dal 2018-2019. Nel corso delle sue ultime due stagioni in Romagna (2021-2022 e 2022-2023), rispettivamente con 6 e 7 reti all'attivo, risulta essere la capocannoniera del club. Realizza con la squadra ravennate complessivamente 25 reti in campionato e 4 reti in Coppa Italia.
Nell'estate del 2023 si accasa alla Freedom Cuneo, sempre nel torneo cadetto, confermandosi anche qui capocannoniera della squadra con un bottino di 11 gol durante la stagione.
A settembre del 2024 passa in forze alla Sampdoria, compiendo così il salto di qualità che la porta in Serie A, e qui debuttandovi il 15 settembre 2024, in occasione di Sampdoria-Lazio 1-1, subentrando all'81' a Victoria Della Peruta. Segna quindi la sua prima rete nella massima serie nel giorno del suo ventiquattresimo compleanno, il 23 marzo 2025, nella trasferta pareggiata dalle blucerchiate a Como per 2-2.

### Nazionale
Convocata nel 2017 dal ct dell'Italia under 16 Massimo Migliorini, Giada Burbassi disputa a gennaio due amichevoli contro le pari età della Norvegia a Coverciano, infine, nel mese di febbraio, viene nuovamente convocata per un torneo amichevole in Inghilterra.

## Statistiche

### Presenze e reti nei club
Statistiche parziali aggiornate all'11 maggio 2025.
| Stagione        | Squadra         | Campionato      | Campionato | Campionato | Coppe nazionali | Coppe nazionali | Coppe nazionali | Coppe continentali | Coppe continentali | Coppe continentali | Altre coppe | Altre coppe | Altre coppe | Totale | Totale |
| Stagione        | Squadra         | Comp            | Pres       | Reti       | Comp            | Pres            | Reti            | Comp               | Pres               | Reti               | Comp        | Pres        | Reti        | Pres   | Reti   |
| --------------- | --------------- | --------------- | ---------- | ---------- | --------------- | --------------- | --------------- | ------------------ | ------------------ | ------------------ | ----------- | ----------- | ----------- | ------ | ------ |
| 2023-2024       | Freedom         | B               | 23+        | 11         | CI              | 1               | 0               |                    |                    |                    |             |             |             | 24+    | 11     |
| 2024-2025       | Sampdoria       | A               | 19         | 1          | CI              | 1               | 0               | -                  | -                  | -                  | -           | -           | -           | 20     | 1      |
| Totale carriera | Totale carriera | Totale carriera | 89+        | 37+        |                 | 2+              | 0+              |                    | -                  | -                  |             | -           | -           | 91+    | 37+    |